# Dead Rising 4
Dead Rising 4 (с англ. — «Восстание мертвецов 4») — компьютерная игра в жанре action-adventure от третьего лица, разработанная Capcom Vancouver и изданная Microsoft Studios для платформы Xbox One и Capcom для PC и PlayStation 4 6 декабря  2016 году.
Игра является четвертой частью серии игр Dead Rising. Игра получила неоднозначные отзывы критиков, хваливших геймплей в некоторых местах, и одобрявших возвращение Фрэнка Уэста, но при этом критиковавших игру за общее снижение качества и локальными техническими трудностями. Версия для Windows вышла в Steam 14 марта 2017 года. Для PlayStation 4 игра получила название Dead Rising 4: Frank's Big Package (рус. Большой пакет Фрэнка) и была выпущена 5 декабря 2017

## Геймплей
Dead Rising 4 — игра в жанре action-adventure, цель которой — обследовать все окрестности и сражаться с зомби. В отличие от прошлых частей, разработчики постарались сделать управление более плавным, улучшенным во всех аспектах. Игроку, также как и в прошлых частях серии, доступно любое оружие для использования, у которого имеются характеристики, влияющие на уровень урона. Главный герой теперь может повышать свои умения через Очки Престижа (англ. Prestige Points). В игру добавляется фото-режим, использование которого поможет в прохождении некоторых миссий.
Весь игровой мир поделен на регионы, в каждом из которых имеются безопасные дома, для разблокировки которых необходимо очистить от зомби. Разблокировка дома, открывает доступ к побочным миссиям, за выполнение которых полагается награда в виде улучшения дома и покупка особо ценных предметов. Из-за обилия зомби в каждом из регионов игроку предстоит столкнуться с особо сильными врагами — например, в пригороде можно встретить зомби-хамелеона, которого трудно будет заметить, в военном районе — тяжело экипированных. Помимо подручных средств борьбы, игрок сможет использовать экзотические - в виде экзо-скелета, или головы динозавра пылающего огнем.
В отличие от прошлых частей, в этой разработчики убрали полноценный кооперативный сюжетный режим, заменив его небольшой миссией. Доступен открытый мир для полного исследования, как и в прошлых частях

## Сюжет
2022 год, год спустя после событий в Лос-Пердидосе, Калифорния к Фрэнку Уэсту, бывшему фотожурналисту, ныне работающему профессором колледжа, обращается одна из его студенток, Вики "Вик" Чу, которая убеждает его помочь ей исследовать военный комплекс, расположенный на окраине Уилламетта, штат Колорадо - место, где произошла первая вспышка зомби-вируса. Оказавшись внутри, они узнают, что состав используется для исследования зомби, но их обнаруживают и заставляют бежать, а Фрэнк становится беглецом после того, как он ложно обвиняется правительством.
Четыре месяца спустя, после Рождества, Фрэнка находит Брэд Парк, агент ZDC, который убеждает его помочь расследовать новую вспышку зомби в Уилламетте во время распродажи в Черную пятницу, в обмен на очищение своего имени и иметь эксклюзивные права на эту историю. Как только они прибывают в Уилламетт, вертолет Фрэнка и Брэда сбивают ракетой, заставляя их совершить аварийную посадку посреди торгового центра. Столкнувшись с зомби, они обнаруживают, что зомби заражены новым, более агрессивным штаммом паразита, против которого предыдущий метод лечения, как Зомбрекс, неэффективен. Фрэнк в конце концов обнаруживает, что неуловимая организация под названием "Обскурис" находится в городе в поисках существа по имени "Колдер".
Фрэнку удается приблизиться к грузовику "Обскурис", перевозящему Колдера, но он уезжает, оставляя его наедине с лейтенантом "Обскурис". Исследуя лабораторию доктора Рассела Барнаби, главного ученого, стоящего за вспышкой зомби в Санта-Кабесе, Центральная Америка, Фрэнк узнает, что в течение своих последних дней Барнаби разрабатывал способы сделать зомби с неповрежденным человеческим интеллектом, прежде чем Карлито заманил его в торговый центр, что привело к его смерти. Когда-то Колдер был солдатом-Обскурисом, усиленным военным экзоскелетом, который случайно превратился в разумного, но яростно психованного зомби-мутанта, скачавшего данные Барнаби на диск, который он всегда носит при себе. Фрэнк обнаруживает, что ему приходится противостоять Колдеру, чтобы вернуть этот диск.
Позже Фрэнк вторгается на базу "Обскурис" и сталкивается с лидером организации Фонтаной - и тем, кто несет ответственность за сбитый вертолет. Фонтана показывает, что их группа не была ответственна за вспышку болезни. Вместо этого они были наняты неизвестным клиентом, чтобы получить данные Колдера, стремясь использовать исследования разумных зомби, чтобы сделать дешевую рабочую силу для фабрик и плантаций в развивающихся странах. Их противостояние прерывается Колдером, который убивает Фонтану. После спасения нескольких выживших из группы психически неуравновешенных выживших, Фрэнк преследует Колдера до канализации, где он крадет диск и передает данные на свою камеру. Вик появляется с пистолетом, заставляет Фрэнка отдать ей свою камеру и убегает, уничтожив диск. Фрэнк бежит за ней до самого торгового центра, где их перехватывает Колдер, который уничтожает камеру, и он вместе с Вик работают, чтобы убить Колдера.
После битвы Вик показывает Фрэнку, что она взяла SD-карту камеры, содержащую все данные диска, и они мирятся, соглашаясь разделить кредит на эту историю. Фрэнк, Вик и Брэд отправляются на крышу, чтобы быть эвакуированными с помощью вертолета, но огромная орда зомби преследует их по пути туда. Брэд и Вик добираются до вертолета, но Фрэнка хватают, когда он садится, и, не в силах вырваться из их хватки, он жертвует собой, чтобы Вик и Брэд могли убежать.

### Frank Rising
Это загружаемый контент, действия которого происходят после финала оригинальной части. После падения с вертолета, Фрэнк наполовину съеден зомби, но после того, как все зомби ушли, экспериментальные осы заражают Фрэнка, превращая его в Evo-зомби. Это дает ему новые способности, такие как кислотный плевок, набрасывание и рев. Получив все эти новые способности, Фрэнк начинает есть людей. В торговом центре Уилламетт, Фрэнк застрелен и доставлен в лабораторию Барнаби, где ему возвращают контроль над своим телом, но он теряет все свои силы. Доктор Блэкберн, ученый-Обскурис, лечащий Фрэнка, рассказывает ему о военных планах взорвать Уилламетт. Единственный способ выжить-это сесть на эвакуационный вертолет, который вскоре прибудет.
Блэкберн также говорит Фрэнку, что он мог бы восстановить все свои силы, поглощая ОС, присутствующих в evo-зомби. Фрэнк спрашивает о лекарстве, и Блэкберн соглашается помочь ему, если он соберет для нее припасы. Блэкберн позже обманывает Фрэнка, но он угрожает о продолжении сотрудничества. Блэкберн объясняет, что ей нужно попасть в лабораторию Барнаби, но она не может из-за высокого уровня радиации. Фрэнк в конце концов успешно вылечивается обратно в человека и может бежать вместе с Блэкберном на эвакуационном вертолете.

## Разработка
В январе 2016 года Capcom Vancouver объявил, что работает над двумя новыми проектами с открытым миром.
На выставке E3 2016 на презентации Microsoft была анонсирована игра, с показом трейлера и 12ти минутным геймплеем.
Теренс Дж. Ротоло не вернулся, чтобы озвучить Фрэнка Уэста, которого озвучил Тай Олссон. Менеджер по активам Dead Rising Трент Ли-Аймс заявил: «Мы хотели поработать с кем-то, чтобы на этом этапе Фрэнк был более скованным, старшим». Это изменение оказалось спорным среди некоторых фанатов, что привело к появлению петиции разработчикам, чтобы восстановить Ротоло как Уэста.
30 января 2017 года было выпущено обновление, в котором представлены два режима более сложной сложности: «Трудная и Черная пятница» (когда враги наносят больше урона, оружие ломается быстрее и меньше едят лекарства), а также пять игровых костюмов Street Fighter. 31 января на Xbox One была выпущена временная демоверсия, позволяющая игрокам испытать как одиночную, так и многопользовательскую игру Dead Rising 4 в течение одного часа, и позволяет игрокам перенести свой прогресс в полную версию игры.
Обновление, выпущенное 5 декабря, добавив новый режим игры под названием Capcom Heroes, которая позволяет Фрэнку надеть 17 новых нарядов на основе франшиз Capcom для видеоигр, каждая из которых имеет собственный набор движений.

## Критика и отзывы
| Сводный рейтинг       | Сводный рейтинг                        |
| Агрегатор             | Оценка                                 |
| --------------------- | -------------------------------------- |
| GameRankings          | - (XONE) 73,24 % - (PS4) 73,23 %       |
| Metacritic            | (PC) 74/100 (PS4) 72/100 (XONE) 72/100 |
| Иноязычные издания    |                                        |
| Издание               | Оценка                                 |
| Destructoid           | 7,5/10                                 |
| Edge                  | 6/10                                   |
| EGM                   | 7,5/10                                 |
| Game Informer         | 8,75/10                                |
| GameRevolution        | [ 48 ]                                 |
| GameSpot              | 7/10                                   |
| GamesRadar+           | [ 50 ]                                 |
| IGN                   | 8,1/10                                 |
| The Jimquisition      | 8/10                                   |
| Русскоязычные издания |                                        |
| Издание               | Оценка                                 |
| 3DNews                | 7/10                                   |
| Gametech              | 8/10                                   |
| GoHa.Ru               | 8/10                                   |
| «IGN Россия»          | 4,5/10                                 |
| PlayGround.ru         | 6,5/10                                 |
| Riot Pixels           | 5,8/10                                 |
| «Игромания»           | 7/10                                   |
| «Игры Mail.ru»        | 6/10                                   |
| «Канобу»              | 8/10                                   |
| «НИМ»                 | 6,7/10                                 |

Игра получила «смешанные» отзывы на Metacritic..
Брэндин Тиррел из IGN понравился новый Фрэнк Уэст и подход игры к рождественскому потребительству, а также «детальная презентация и тщательное рассмотрение, которые вошли как в мир, так и в историю». Тиррел почувствовал, что Capcom уравновесил нелепость игрового процесса с интеллектом и чувством, но определенно счел убежища слишком простыми и неутешительными, написав, что он «хотел бы увидеть, как в игру вступает какая-то система защиты укрытия». Джефф Корк из Game Informer также похвалил игровой процесс, написав, что Capcom Vancouver «наполнила сериал свежими идеями и одними из лучших действий, которые он имел за последнее десятилетие». Корк понимал, что сюжетная линия была немного заучена, и был разочарован новыми маньяками (которые служат боссами игры и заменяют психопатов предыдущих игр) и отсутствием кооперативной кампании, но похвалил новые функции геймплея, такие как улучшения камеры и экзо-костюма, а также улучшения карты по сравнению с картой Dead Rising 3. И наоборот, Сэм Прелл из GamesRadar написал ,что «сообщество Уилламетт-сонное, не вдохновляющее», и почувствовал, что в истории не хватает удовлетворяющего злодея и слишком много целей повторяются. Он признал, что некоторым игрокам могут не понравиться изменения во внешности и голосе Фрэнка Уэста, но добавил:«у него такая же умная личность с золотым сердцем, как и всегда, и все еще стоит подбадривать его». Прелл считал, что удаление таймера, присутствовавшего в предыдущих играх, было «фантастическим улучшением».
Менее позитивный отзыв написал Крис Картер из Destructoid, что, хотя ему понравилась анимация игры в стиле комиксов, он чувствовал, что в нее «было вложено согласованное количество усилий». Ему не нравился новый Фрэнк Уэст, который напоминал ему менее интересного Эша Уильямса, и ему «не понравилось, что таймер пропал в основном режиме». Он чувствовал, что отсутствие сюжетного кооператива и конкретных точек сохранения было понятно, но удаление системы таймера сняло напряжение, и, что это был «подлый ход», что Capcom Vancouver собиралась вернуть таймер в предстоящем Dead Rising 4: Frank Rising DLC. Скотт Баттеруорт для GameSpot написав, что «в игре, которая всецело посвящена бессмысленному убийству зомби, повествование удивительно искусно», а отношения Фрэнка и Вика были тонкими и правдоподобными. Баттерворт счёл «сопоставление Dead Rising с резней и глупостью создает незабываемый мир», и резюмировал свой отзыв, написав, что, несмотря на то, что формула убийства зомби в сериале немного истончилась после всех этих лет, «удивительно хорошо продуманная история, новое комбинированное оружие и экспансивные элементы открытого мира превратите Dead Rising 4 в сверхъестественный кусок попкорнового развлечения, который захватывает лучшие элементы серии».
Михаил Горбунов для IGN Россия в своем обзоре похвалил игру за-за отсутствия критических ошибок, но подверг критике все элементы геймплея: нулевой уровень интеллекта у противников, однообразный игровой процесс, примитивная боевая система. В вердикте он написал: «В глубине души я понимаю, что Dead Rising кому-то нужен. В конце концов, если сериал, почти не меняясь, дожил до четвёртого выпуска, значит на него есть спрос. Одного не могу понять — почему. Каждый раз надеюсь, что вот сейчас что-то прояснится, вот сейчас станет ясно, в чём «фишка». И каждый раз остаюсь наедине с полным непониманием. Dead Rising остаётся всё той же скучной однообразной игрой.» Филипп Вольнов в обзоре для Riot Pixels так же раскритиковал игру из-за скучного сюжета, большого количества багов, а в конце он резюмировал: «никому не нужный, высосанный из пальца сиквел, вдобавок порезанный на DLC. Впору начинать беспокоиться за Capcom: похоже, там совсем разучились делать хорошие игры.»

### Награды
| Year | Award                                                      | Category                                                    | Result    | Ref           |
| ---- | ---------------------------------------------------------- | ----------------------------------------------------------- | --------- | ------------- |
| 2017 | 2017 National Academy of Video Game Trade Reviewers Awards | Сборник песен                                               | Номинация | [ 63 ]        |
| 2017 | 15th Annual Game Audio Network Guild Awards                | Лучшая оригинальная вокальная песня - Pop ("Oh Willamette") | Номинация | [ 64 ]        |
| 2017 | Golden Joystick Awards 2017                                | Xbox игра года                                              | Номинация | [ 65 ]        |
| 2018 | 2018 National Academy of Video Game Trade Reviewers Awards | Sound Effects (Frank's Big Package)                         | Номинация | [ 66 ] [ 67 ] |

### Продажи
Летом 2018 года, благодаря уязвимости в защите Steam Web API, стало известно, что точное количество пользователей сервиса Steam, которые играли в игру хотя бы один раз, составляет 149 189 человек.